# Korkosz

Herb Pobóg

Korkosz (Korkoz, Korkoza) – nazwisko szlacheckiej rodziny używającej herbów Pobóg i Ossorya zamieszkującej przysiółek Korkosze nad rzeką Tanwią na Roztoczu oraz okolice Kowna.

Herb Ossorya